# Anatol Liabedzka
Anatol Liabedzka (belarusiska: Анато́ль Уладзі́міравіч Лябе́дзька) född 27 juni 1961 i Tryles, Sovjetunionen, är en belarusisk högerpolitiker i Belarus förenade medborgarparti. Under presidentvalkampanjen 2010 var Anatol Liabedzka nära medarbetare till Yaraslau Ramanchuk, kandidat i presidentvalet 2010. Han avsåg att ställa upp i presidentvalet i Belarus 2015 men lyckades inte samla ihop tillräckligt med underskrifter för en kandidatur.[källa behövs]